# Оранжерията
„Оранжерията“ (на немски: Das Treibhaus) е роман от немския писател Волфганг Кьопен (1906-1996), публикуван през 1953 г.
В началото на петдесетте години Волфганг Кьопен публикува три романа, твърде сходни по тематика – дори критиката вижда в тях своеобразна трилогия за следвоенния живот в западната част на Германия, като всеки от романите разглежда определено социално явление.
Първият от тях, „Гълъби в тревата“ (1951), пресъздава един ден от живота на град Мюнхен през 1948 година. По улиците на баварската столица се разхождат американски войници и американски туристи. В небето прелитат американски бойни самолети, чиито бомбени трюмове са „засега още празни“. Задокеанските победители не са донесли на града избавление от ужасите на войната. Един от лайтмотивите на романа е приликата между хитлерова Германия и Съединените американски щати, която започва още от надписите в кафенетата „Вход за евреи забранен“ и „Вход за негри забранен“.
За тази книга, както и за останалите романи на Волфганг Кьопен е характерно ироничното отношение към американската цивилизация, независимо дали става дума за известен американски писател, който високопарно разсъждава за „духа на свободата“, или за американската официална политика, която вече открито поддържа немския милитаризъм. Сред нервната, истерична атмосфера на делничния живот изплува старата нацистка идеология. Бивши „бойни другари“ си спомнят някогашните победи, а в една мюнхенска бирария музиканти под аплодисментите на посетителите свирят любимия марш на Хитлер.
Като епиграф към романа Кьопен е сложил думите на Гъртруд Стайн: „Хората са гълъби в тревата, неуверени и плахи, предадени във властта на случая.“ Книгата има за тема опразнения от съдържание, застрашен в същността си живот на западногерманския гражданин.
Вторият следвоенен роман на Волфганг Кьопен, „Оранжерията“ (1953), обрисува корупцията на бонското правителство. И тук е описан само един ден и половина от живота на главния герой – депутата в Бундестага Кетенхьове. Романът е конципиран като притча въз основа на библейската легенда за пророк Йона, възвестил близката гибел на град Ниневия.

## Обреченост
Кетенхьове пътува с „Нибелунгенекспрес“. От погребението на жена си той се прибира в „оранжерийния“ град Бон. Мислите му летят назад, към 1945 г. Тогава тридесет и девет годишният мъж се е завърнал от емиграция в опустошената си родина, за да се включи в изграждането на нов, демократичен ред. Пак тогава съдбата го е свързала с една жена, която е много по-млада от него. Елке, почти дете, „дойде при него, защото беше гладна, а по онова време той имаше консерви, топла стая, напитки, малък черен котарак и апетит за човешка плът, след като дълго бе постил – така се изразява Новалис, когато говори за любовта…“
Бракът е обречен още преди сключването му. Затова Кетенхьове се впуска с двойно по-голяма енергия в политиката, и силната опозиционна партия го избира за свой депутат. В пленума на Бундестага и в отделните негови комисии той дава всичко, на което е способен, ала въпреки това остава настрана от другите като „човек, който желае доброто“. Дори членовете на неговата партия го смятат за „Мефистофел на добрата воля“.
Журналистът Мергентхайм познава депутата още от времето на съвместната им работа във вестник „Фолксблат“ преди 1933 г. и макар да е направил блестяща кариера по време на Третия райх, това не му пречи сега отново да е сред най-изтъкнатите граждани. Именно той го предупреждава, че „нещо се мъти“. А Фрост-Форестие, непроницаемият служител от правителствената информационна служба, съобщава на Кетенхьове, че е определен за посланик в Гватемала.
Нима искат да го изолират, да го премахнат от пътя си? Нима знаят, че за разискванията върху военния бюджет на страната той е решил да използва информация, съобщена му тайно от един чуждестранен кореспондент, и по този начин да разобличи политиката на превъоръжаване? Кетенхьове е отявлен пацифист и като последовател на абсолютния отказ от насилие не е съгласен даже и с най-незначителните отстъпки от страна на своето партийно ръководство.
Бреме на самия себе си
Вечерта преди разискванията той зърва в един ресторант млада девойка от Армията на спасението, която малко по-късно повторно среща на улицата. По професия тя е помощник-механик. Кетенхьове решава да направи за нея, каквото може, и те се уговарят да се срещнат следващата вечер в същия ресторант.
На другия ден се стига до очакваните големи дебати в Бундестага върху военния бюджет. От една току-що отпечатана статия на Мергентхайм в правителствения официоз Кетенхьове разбира, че там също разполагат с информацията, върху която той е решил да изгради своите обвинения. По този начин обвинителната му реч става безсмислена, тъй като вече няма да представлява изненада за никого. Наистина той не отхвърля правото си на изказване, но го върши без каквото и да било вътрешно съпричастие.
Вечерта скита безцелно из улиците на Бон. Среща още веднъж девойката, дава ѝ две препоръчителни писма до депутати в Бундестага, обладава я сред развалините, и малко по-късно се хвърля от моста в Рейн. „Той беше бреме за самия себе си, и един скок от моста му донесе избавление“.

## Равносметката
Без да съобразява тези свои наблюдения от 1953 г. с фактора време, Кьопен си служи преди всичко с вътрешния монолог, който е овладял до съвършенство. Романът му е изпъстрен с множество актуални подсказвания и като ключови фигури в него се срещат както федералният канцлер, така и тогавашният лидер на опозицията. Може да се каже, че тази творба на писателя представлява забележителен образец на твърде рядко разработвания в немската езикова сфера политически роман.
Всъщност това произведение на видния писател на ФРГ представлява първата литературна равносметка на политическата ситуация в Западна Германия от началото на петдесетте години. Наред с романа му „Смърт в Рим“, „Оранжерията“ е сред най-значителните белетристични творби, появили се след края на Втората световна война на немски език. Сам Волфганг Кьопен е един от първите, които прекрачват „нулевата точка“, до която е слязла по време на нацистката диктатура немската национална литература.
Когато през 1962 г. Волфганг Кьопен получава голямата литературна награда на името на Георг Бюхнер, в приветствената си реч той казва: „Аз принадлежа към писателското съсловие, което е призовано да предизвиква у читателя злоба.“ Тази ненавист към съществуващите социални порядки, облагородена художествено, изпълва и романа „Оранжерията“.